# Lubna Gourion
Lubna Gourion (* 8. Juli 1992 in Paris) ist eine französische Schauspielerin und Synchronsprecherin.

## Leben
Gourion begann ihre Karriere als Kinderdarstellerin und wirkte in Film- und Fernsehproduktionen mit. Ihren Durchbruch schaffte sie ab 2012 mit der Hauptrolle der „Barbara“ in der Serie Maman & Ich des französischen Disney-Channels, die im Jahr 2016 auch als Fernsehfilm California Dream inszeniert wurde. 2015 hatte sie einen Gastauftritt in der Serie Alex & Co. Von 2010 bis 2012 gehörte Gourion für 64 Folgen zur Besetzung der Serie Plus belle la vie. Gourion ist Mutter einer Tochter.

## Filmografie

### Kino
- 1998: Ende August, Anfang September (Fin août, début septembre)
- 1999: L'Origine du monde
- 2005: Emily la princesse...

### TV
- 2000: Maman à 16 ans
- 2000: Un homme en colère
- 2001: Fabien Cosma
- 2002: Fehler nicht erlaubt (Zéro défaut)
- 2002: Louis Page
- 2003: Père et Maire
- 2008: Famille d'accueil
- 2009: Alice Nevers, Le juge est une femme
- 2010: Plus belle la vie (in 64 Folgen bis 2012)
- 2010: Le 3e Jour
- 2011: Le Jour où tout a basculé
- 2011: Dans la peau d'une grande
- 2011: L'Homme de la situation
- 2012: Maman & Ich (Mère et Fille)
- 2013:  Maison close
- 2014:  Nina
- 2015: Alex & Co. (Folge 16 der 2. Staffel)
- 2015: Rappelle-toi
- 2016: Baron Noir (21 Folgen)
- 2016: Trepalium: Stadt ohne Namen (Trepalium )
- 2016: Maman & Ich: California Dream (Mère et Fille: California Dream)